# Ernst Heinrich Heinkel

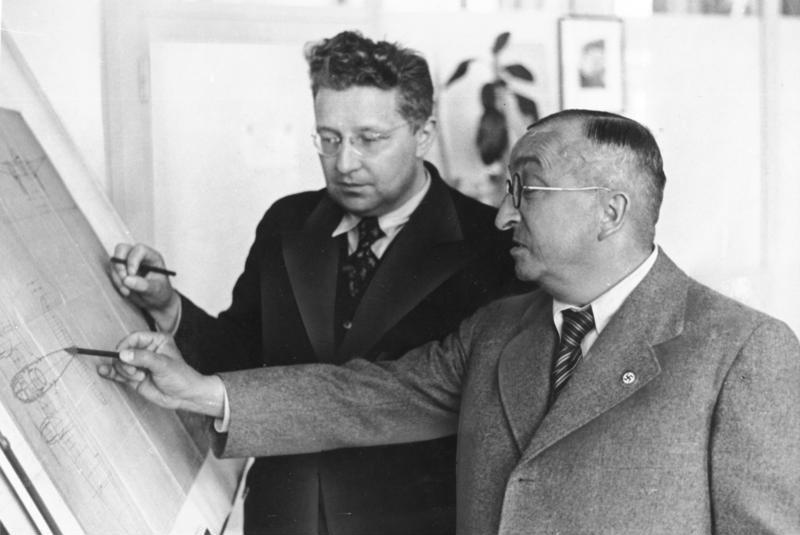
Ernst Heinkel en 1941

Ernst (Heinrich) Heinkel, né le 24 janvier 1888 à Grunbach et mort le 30 janvier 1958 à Stuttgart, est un ingénieur allemand en aéronautique, fondateur des usines de construction aéronautique Heinkel et concepteur des avions du même nom.

## Les débuts (1908 – 1911)
Ernst Heinkel s’intéressa très tôt à l'aviation encore balbutiante. Il commença sa carrière par un stage pratique dans une fonderie de minerai. Étudiant, il assista le 5 août 1908 à la catastrophe du Zeppelin à Echterdingen près de Stuttgart et il lui apparut clairement que l'avenir de l’aviation résidait plus dans l’avion que dans le ballon dirigeable. À la suite de cet accident, il se consacra à la construction aéronautique qui prenait alors son essor en Allemagne. En 1909, il assista au premier salon aéronautique international à Francfort-sur-le-Main. Un an plus tard, il construisait son premier appareil sur les plans de Henri Farman. Il fit ensuite un grand nombre d’essais à Cannstatter Wasen (en) qu’il paya presque de sa vie. Le 19 juillet 1911, son appareil s'écrasa d'une hauteur de 40 m à Untertürkheim et il fut grièvement blessé.

## Les premiers avions (1911 – 1922)
Il entra dans la société Luftverkehrsgesellschaft (LVG) (traduction littérale : "Société de transport aérien") le 1er octobre 1911. L.V.G. construisit en 1911 avec l’ingénieur en chef Franz Schneider deux biplans "D 3" similaires aux avions des usines Albatros, eux-mêmes inspirés des biplans de Henri Farman. En 1912, la société fabriqua un biplan amélioré présentant une pointe avant de taille réduite dont 18 exemplaires furent achetés par l’armée de Terre allemande, ainsi qu’un monoplan dérivé de ce modèle. Heinkel se maria cette année-là.
Il rejoignit ensuite les usines Albatros où il développa un premier appareil de reconnaissance l’Albatros B.II. Il fut mis en œuvre au cours de la Première Guerre mondiale. En 1914, il devint directeur de l’usine aéronautique Hansa-Brandenburg pour laquelle il conçut quelques hydravions.
Par suite des restrictions du Traité de Versailles, il ne put plus construire d’avions après la guerre. Il fonda près de sa ville natale à Grunbach un petit atelier où il modifiait des véhicules militaires. Vers 1920, Heinkel conçu pour les usines Caspar-Werke de Travemünde quelques versions évoluées de ses appareils de Hansa-Brandenburg, qui furent assemblés à partir de 1921 par la société suédoise Svenska Aero AB à Lidingö avec l’assistance de Carl Clemens Bücker, le futur fondateur des usines Bücker Flugzeugbau.

## L’usine Heinkel (1922 – 1933)
En 1922, il fonda sa première entreprise à Rostock-Warnemünde baptisée Ernst Heinkel Flugzeugwerke. Toujours en raison des restrictions de l’après-guerre, il chercha des partenaires et des sponsors pour qui il développa des avions fabriqués ensuite sous licence à l’étranger. La marine de guerre impériale japonaise était l’un de ces clients pour qui il fit fabriquer sous licence en Suède par Svenska Aero des hydravions lancés par catapulte. Ses hydravions catapultés n’étaient utilisés en Allemagne que dans la marine marchande pour transporter le courrier à partir de paquebots.
Le Heinkel He 70 développé pour la Deutsche Lufthansa était à son époque de loin l’avion commercial le plus rapide au monde. Il atteignait en 1932, même avec les moteurs allemands poussifs de l’époque, une vitesse de 370 km/h et 400 km/h avec des moteurs Rolls-Royce.
En récompense de ses travaux de pionnier en matière d’aérodynamique, Heinkel reçut deux fois le titre de docteur honoris causa. Tout d’abord par l'école technique supérieure de Stuttgart en 1925 puis par l’université de Rostock en 1932.

## LeTroisième Reich(1933 – 1945)
À la suite de la prise du pouvoir par Hitler en 1933, la Luftwaffe - mise sur pied en secret – passa des commandes d’avions de combat. Le HE 111, un bombardier bimoteur précédemment conçu comme avion commercial, fut particulièrement remarqué par l’État-Major de la Luftwaffe. En 1936 fut érigé tout exprès à Oranienbourg près de Berlin une usine destinée à la fabrication du He 111. Elle était présentée aux visiteurs étrangers comme symbolique de la puissance économique de l’Allemagne. Bien qu’elle portât le nom d’usines E. Heinkel („Ernst Heinkel Werke“) elle était la propriété de la Luftwaffe et Heinkel ne l’acheta que plus tard.
En 1937, Ernst Heinkel fut classé parmi les principaux industriels essentiels pour la défense (Wehrwirtschaftsführer) malgré ses rapports tendus avec le parti NSDAP et l’organisation SS.
Ernst Heinkel cherchait en priorité à augmenter la vitesse des avions. Il offrit plusieurs avions à Wernher von Braun pour que celui-ci essaie sur eux son nouveau système de propulsion par moteur-fusée. En 1938 eurent lieu les essais du premier avion équipé d’un moteur-fusée à carburant liquide au monde, le He 176 piloté par Erich Warsitz.
Heinkel et Hans von Ohain étaient animés de la même passion. Il l’embaucha comme ingénieur et lui confia le développement du premier avion à réaction du monde, le Heinkel He 178, équipé du réacteur axial Heinkel HeS 3. Le 27 août 1939, le He 178 décolla de l’aéroport Rostock-Marienehe, aussi piloté par Erich Warsitz.
En 1938, Ernst Heinkel (ainsi que Ferdinand Porsche et Fritz Todt) reçut le „prix national allemand pour l’art et les sciences“ (’’Deutscher Nationalpreis für Kunst und Wissenschaft’’) créé en 1937 par Adolf Hitler et doté d’un montant de 50 000 Reichsmark qu’il se partagea pour moitié avec Willy Messerschmitt.
En 1939, Heinkel acheta une entreprise de métallurgie précédemment « aryanisée » qu’il modernisa et transforma pour y produire des alliages légers.
À cause de sa politique industrielle, Heinkel qui était le type même de l’inventeur solitaire, passa de plus en plus sous l’influence de l’État et dut accepter l'assainissement financier de son groupe selon des critères prescrits par les autorités de l’Armement et dont le résultat fut la création de „Ernst Heinkel AG“ (EHAG) en 1943. Ce pionnier de l’aviation avait attiré sur lui les critiques de l’industrie de l’armement par ses acquisitions de plus en plus nombreuses d’usines et de branches d’activités. Son influence directe sur ses ateliers qui employaient environ 50 000 personnes, pour la plupart des travailleurs forcés et des prisonniers des camps de concentration, fut tout d’abord bloquée. Il possédait encore les deux tiers du capital de la société mais dut se contenter d’un poste de président du conseil de surveillance.
En 1945, la plus grande partie des usines Heinkel étaient détruites et ont été ou bien nationalisées ou démontées.
L’association allemande de promotion de l’aérospatial en Mecklembourg-Poméranie-Occidentale (’’Förderkreis Luft- und Raumfahrt Mecklenburg-Vorpommern e. V.’’) située à Rostock consacre certaines de ses activités depuis 1993 à l’histoire de l’aéronautique (recherche, restauration, conservation de documents et d’objets).

## L’après-guerre (1945 – 1958)
Ernst Heinkel fut tout d’abord arrêté en 1948 et rangé dans la catégorie des sympathisants (Mitläufer) du régime nazi sur quoi il fit appel de la décision et fut finalement jugé « non chargé » (Entlastet) par les alliés en raison de ses liens avec le cercle des résistants de l’amiral Canaris juste avant la fin de la guerre.
Il tenta sans succès de récupérer son usine de Jenbach achetée en 1939 et confisquée après la guerre comme « bien de la nation allemande ».
En 1950, les usines Heinkel reprirent la fabrication de moteurs à Stuttgart. À partir de 1953, Heinkel produisait des deux-roues motorisés de type « Vespa » (Motoroller). Ces véhicules baptisés Heinkel Tourist (en) étaient équipés d’un moteur à quatre temps et à chaîne graissée par huile. En 1955, Heinkel élargit sa palette et fabriqua des voiturettes appelées Kabine (voir aussi Willy Messerschmitt).
Dès la reprise des activités militaires en RFA, les usines Heinkel de Spire retournèrent à leurs racines sous le nom « Ernst Heinkel-Fahrzeugbau » (construction de véhicules). La société fut reprise en 1964 par VFW - Fokker, prit le nom de Pfalz Flugzeugwerke en 1997 et s’appelle, depuis 2006, PFW Aerospace AG.